# Dvorica
Dvorica (cyr. Дворица) – wieś w Serbii, w okręgu pomorawskim, w gminie Ćuprija. W 2011 roku liczyła 191 mieszkańców.